# Beaufortia schaueri
Beaufortia schaueri är en myrtenväxtart som beskrevs av Preissler och Johannes Conrad Schauer. Beaufortia schaueri ingår i släktet Beaufortia och familjen myrtenväxter. Inga underarter finns listade i Catalogue of Life.